# Alesha Dixon
Alesha Anjanette Dixon (n. 7 octombrie 1978, Welwyn Garden City, Anglia, Regatul Unit) este o cântăreață, textieră și model britanică. Aceasta a devenit cunoscută datorită grupului muzical din care a făcut parte timp de cinci ani, Mis-Teeq. Alături de celelalte componente ale formației a lansat două album de studio și opt discuri single, dintre care șapte au atins poziții de top 10 în Regatul Unit. Cel mai mare succes cunoscut în această formulă l-a constituit piesa „Scandalous”, care a devenit cel mai mare hit al formației în Oceania și Regatul Unit.
În anul 2005, grupul s-a destrămat, iar Dixon a hotărât să înceapă o nouă carieră în muzică, lansând în 2006 piesa „Lipstick”. Aceasta a activat moderat în Regatul Unit, însă lansarea unui album a fost anulată datorită prestației slabe a celui de-al doilea single, „Knockdown”. Artista a participat în anul 2007 la emisiunea–concurs Strictly Come Dancing, pe care a și câștigat-o în luna decembrie a aceluiași an. În 2008, cântăreața a lansat un nou album, cu ajutorul casei de discuri Asylum Records, The Alesha Show. De pe material au fost lansate discurile single „The Boy Does Nothing”, „Breathe Slow”, și „Let's Get Excited”, primul intrând în top 10 în majoritatea clasamentelor europene, în timp ce al doilea a ocupat locul 3 în UK Singles Chart.

## Anii copilăriei
Cântăreața s-a născut pe data de 7 octombrie 1978, în Welwyn Garden City, Regatul Unit, dintr-o mamă engleză și un tată de origine jamaicană, fiind unul dintre cei șapte copii ai familiei Dixon. Studiile și le-a efectuat în cadrul instituției Monks Walk School, Welwyn Garden City, Hertfordshire dorindu-și să devină profesor de educație fizică, odată cu absolvirea colegiului. După completarea unui curs adițional, Dixon a hotărât să candideze pentru un loc în cadrul Loughborough University. Ulterior, aflată într-un tren, artista a fost întrebată de un compozitor dacă are abilitățile necesare pentru a cânta, iar ulterior o altă persoană i s-a adresat întrebând-o dacă a făcut parte dintr-un grup muzical. În urma acestor evenimente, cântăreața a hotărât să își întrerupă activitatea didactică pentru o perioadă nedeterminată.

## Cariera artistică

### 2000 — 2002: Debutul alături de Mis-Teeq
Dixon alături de Su-Elise Nash, Sabrina Washington și Zena McNally au pus bazele formației de muzică rhythm and blues, Mis-Teeq. Grupul și-a lansat discul single de debut, „Why?”, la finele anului 2000, cântec ce s-a poziționat pe locul 8 în Regatul Unit. Ulterior, McNally a hotărât să înceapă o carieră pe cont propriu, părăsind formația la scurt timp de la înființare. Cel de-al doilea disc single al grupului, „All I Want”, a obținut poziția cu numărul 2 în UK Singles Chart și s-a clasat în top 40 în Belgia și Australia.
Albumul de debut al Mis-Teeq, Lickin' On Both Sides, a fost lansat la data de 27 octombrie 2001. De pe acesta au mai fost extrase alte trei discuri single. „One Night Stand”, s-a clasat în top 20 în Australia (locul 17), Danemarca (locul 17), Regatul Unit (locul 5) și a devenit cel mai mare hit al grupului în Elveția.  „B With Me” a fost cel de-al doilea hit de top 20 al formației în Australia. Ultima lansare de pe material a constituit-o un single dublu, „Roll On /This Is How We Do It”, ce s-a poziționat pe locul 25 în Olanda. În urma succesului înregistrat cu albumul de debut, Mis-Teeq au devenit, în 2003, imaginea magazinelor JD Sports, ce comercializau pe teritoriul Angliei.
Materialul a obținut locul 3 în UK Albums Chart, primind dublu disc de platină, pentru vânzări de peste 600.000 de exemplare. UK Mix oferă discului o recenzie pozitivă, acordând albumului cinci puncte dintr-un total de cinci, susținând faptul că „după succesul celor trei discuri single de top 10 [...] sosește un material plin de potențiale hituri pentru Sabrina, Su-Elise și Alesha. [...] pentru un album de debut acesta este o adevărată realizare.”

### 2003 — 2005: Succesului internațional și despărțirea
După succesul primului album, formația, a lansat un nou disc single, „Scandalous”. Acesta a devenit un hit la nivel mondial, fiind clasat în top 10 în Australia, Danemarca, Irlanda, Noua Zeelandă și Regatul Unit și câștigând locuri de top 40 în majoritatea clasamentelor. Cântecul constituie și debutul grupului în Statele Unite ale Americii, poziționându-se pe locul 35 în Billboard Hot 100 și pe locul 7 în Billboard Hot Dance Airplay.
Cel de-al doilea material discografic al formației, Eye Candy, a început a fi comercializat începând cu data de 29 martie 2003. Albumul a debutat pe locul 6 în UK Albums Chart, o clasare mai slabă decât cea a predecesorului său, ce a obținut locul 3. Eye Candy a activat mediocru la nivel mondial, obținând clasări de top 40 doar în Noua Zeelandă. Discul a primit în general recenzii pozitive din partea criticilor muzicali de specialitate. UK Mix susține faptul că „Eye Candy își pierde influențele urbane, concentrându-se mai mult asupra unui sound R&B [...] În mare, albumul nu este la fel de interesant ca predecesorul său, însă reprezintă un material R&B de calitate superioară”. Andrew Lynch, jurnalist al publicației Entertainment (Irlanda), numește albumul „un mixaj dinamic de piese dansabile [...] și refrene pop amețitoare”. Angus Batey (Yahoo!) oferă materialului pot puncte dintr-un total de zece, apreciind într-un mod pozitiv piesele „Nitro”, „Scandalous” și „That's Just Not Me”.
Cel de-al doilea extras pe single, „Can't Get It Back”, a debutat pe locul 8 în UK Singles Chart, intrând în top 50 și în Belgia, Europa și Irlanda. Un ultim disc single, „Style”, a fost promovat, ocupând poziția cu numărul 13 în Regatul Unit. Albumul a s-a comercializat în peste 300.000 de exemplare în țara natală a grupului, primind discul de platină.

### 2006 — 2008: Primul contract independent și «Fired Up»

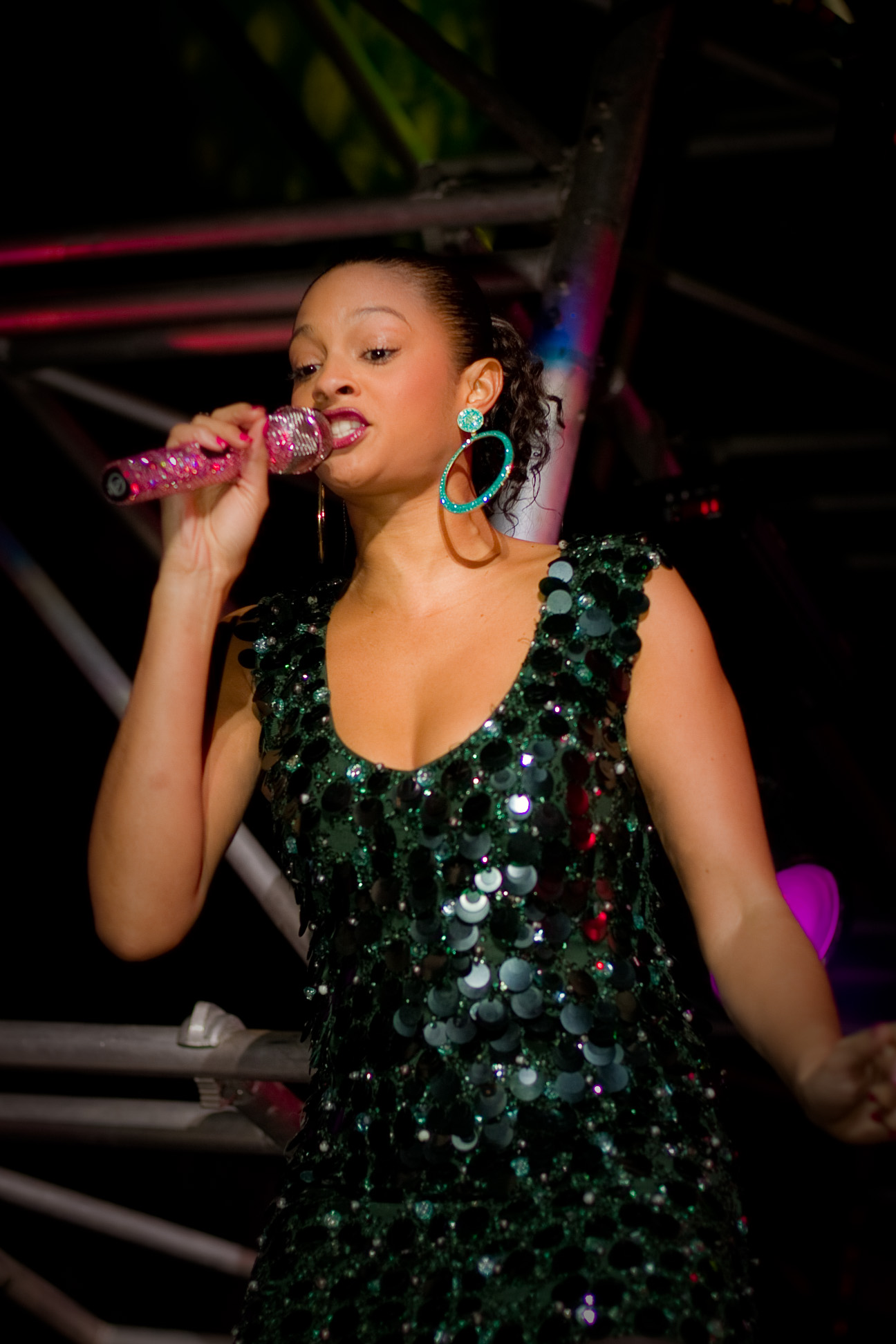
Alesha Dixon un concert în Leeds pe data de 6 noiembrie 2008.

În anul 2005, Dixon a semnat un contract cu Polydor Records, în valoare de 500.000 de lire sterline, pentru realizarea a trei albume de studio. Timp de un an, artista a lucrat la materialul discografic de debut în cariera independentă. În conceperea discului acesta a colaborat cu producători precum Richard X, Xenomania, Johnny Douglas, Brian Higgins, Estelle sau Paul Epworth.
Primul disc single promovat de pe albumul intitulat Fired Up a fost „Lipstick”. Acesta a debutat pe locul 14 în UK Singles Chart, staționând în clasament timp de patru săptămâni. Cântecul a intrat și în Ireland Singles Chart, unde a ocupat poziția cu numărul 42. Un al doilea extras pe single, „Knockdown”, a fost lansat pe data de 23 octombrie 2006. Discul a debutat pe locul 69 în Regatul Unit, câștigând treapta cu numărul 45 după o săptămână. În Irlanda, „Knockdown” nu s-a ridicat la nivelul predecesorului său, nereușind să intre în top 40 în clasamentul național.
Datorită prestației modeste a primului single și eșecului înregistrat de „Knockdown”, la data de 6 noiembrie 2006, Dixon și Polydor Records și-au reziliat contractul de comun acord, însă fără a comercializa materialul Fired Up. Cu toate acestea, casa de discuri i-a oferit artistei drepturi depline asupra albumului său de debut, aceasta având posibilitatea de a-l lansa ulterior. Discul a început a fi promovat în anul 2008 în Japonia, unde s-a poziționat pe treapta cu numărul 54, datorită celor 3.193 de exemplare vândute în prima săptămână. „Lipstick” s-a clasat pe locul 1 în topul celor mai bine vândute tonuri de apel din Japonia și pe locul secund în clasamentul internațional Tokio Hot 100. Ulterior, Dixon a înregistrat o nouă piesă, intitulată „4 U I Will”, ce a servit drept cântec promoțional pentru compania de automobile Ford. „4 U I Will” a fost lansat în format digital pe data de 4 februarie 2008.

### 2008 — 2009: «Strictly Come Dancing» și reîntoarcerea la proeminență
În anul 2007, Dixon a participat la emisiunea-concurs Strictly Come Dancing, alături de dansatorul profesionist Matthew Cutler. Cei doi au devenit favoriții spectacolului încă din a treia săptămână, primind cele mai multe puncte din partea juriului în numeroase ocazii. Cuplul a devenit câștigătorul competiției, primind cele mai multe voturi din partea celor peste 12,1 milioane de telespectatori. În urma succesului înregistrat în acest concurs cariera muzicală a interpretei a cunoscut un nou început.
Artista a semnat un contrat cu casa de discuri Asylum Records, în 2008, prin acest act stipulându-se faptul că cele două părți vor lansa patru albume. Un prim single sub egida Asylum Records, „The Boy Does Nothing” (produs de grupul Xenomania), a fost lansat în noiembrie 2008. Cântecul a debutat pe locul 84 în UK Singles Chart, doar cu ajutorul descărcărilor digitale, urcând în cea de-a doua săptămână până pe locul 8. Ulterior, discul single s-a poziționat pe treapta cu numărul 5 în Regatul Unit, devenind prima clasare de top 5 a interpretei în cariera independentă. „The Boy Does Nothing” a fost lansat și la nivel european, ocupând poziții de top 10 în țări ca Elveția, Franța, Italia, Norvegia, România sau Suedia și locul 1 în Cehia, Luxemburg, Macedonia și Ungaria.

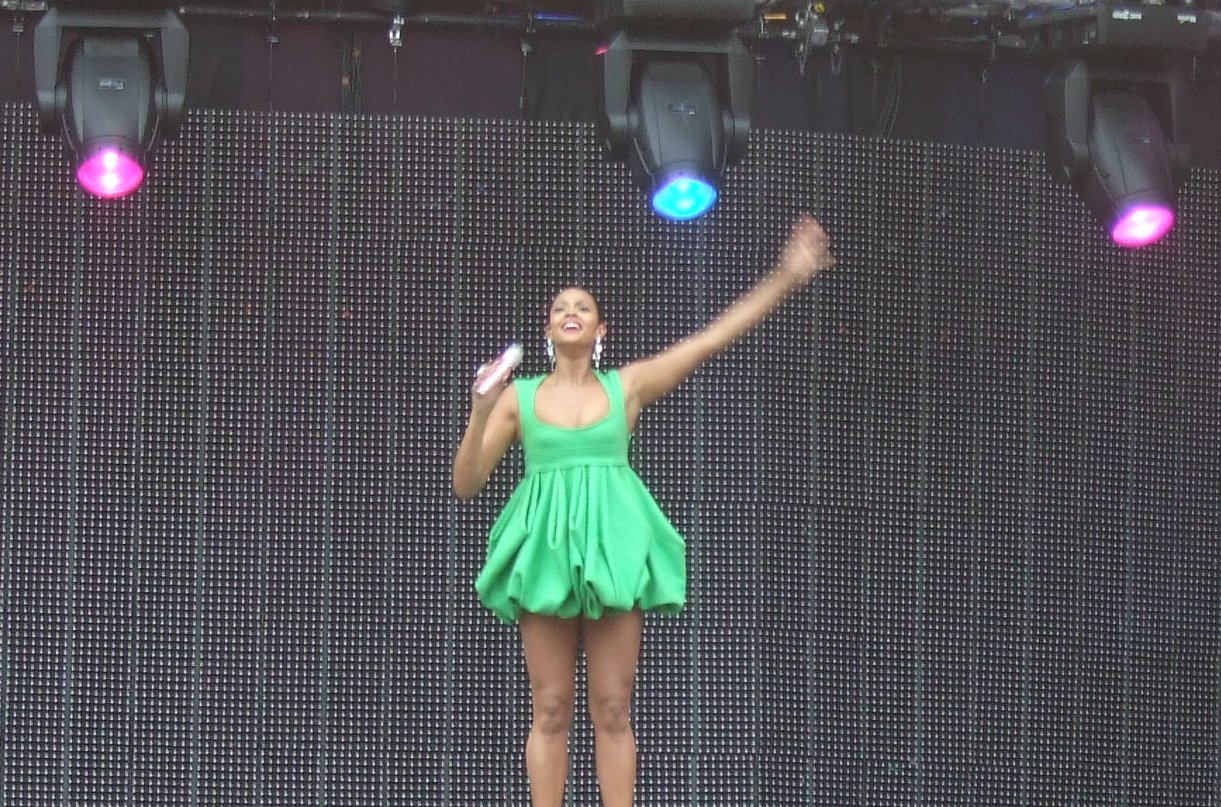
Alesha Dixon în timpul unui concert susținut în anul 2009.

Cel de-al doilea material discografic de studio, The Alesha Show, a fost lansat pe data de 24 noiembrie 2008 în Irlanda și Regatul Unit. Discul a debutat pe locul 26 în UK Albums Chart, datorită celor 26.000 de exemplare comercializate în prima săptămână. Ulterior, datorită succesului cunoscut de cel de-al doilea single al materialului, „Breathe Slow”, The Alesha Show, a obținut locul 12. Albumul a primit în general recenzii pozitive din partea criticilor muzicali de specialitate. Digital Spy oferă materialului trei puncte dintr-un total de cinci, declarându-se impresionat de cântece precum „Chasing Ghosts”, „Let's Get Excited”, „Italians Do It Better” sau „The Boy Does Nothing”. Yahoo! Music oferă discului șapte puncte din zece, susținând: „faptul că ea, [Alesha Dixon], a oferit un album care este vivace și antrenant, în ciuda defectelor sale, înseamnă că probabil această pisică mai are cel puțin o viață rămasă pentru a activa în lumea divertismentului”. Alte recenzii favorabile vin din partea unor publicații precum Orange sau The Times.
„Breathe Slow”, cel de-al doilea extras pe single al materialului, a devenit primul hit de top 3 al artistei în țara natală. De asemenea, acesta s-a clasat în top 20 în Europa și Irlanda. Un cântec promoțional, „Colours of the Rainbow”, a fost postat pe website-ul oficial al artistei, spre a fi descărcat în mod gratuit. Cel de-al treilea single, „Let's Get Excited”, beneficiază de un videoclip și s-a clasat pe locul în 13 Regatul Unit. De asemenea, în timpul interpretării de la spectacolul Guiness World Records Smashed, Dixon a restabilit un record Guinness World Records, prin folosirea celui mai mare număr de dansatori din istorie. Solista a relansat materialul în toamna anului 2009, ediția reeditată fiind precedată de promovarea discului single „To Love Again”, deși inițial se anunțase promovarea cântecului „Black Cloud”. Înregistrarea a ocupat treapta cu numărul 15 în Regatul Unit, în timp ce noua versiune a albumului a câștigat poziții slabe în ierarhiile britanice. În aceeași perioadă, Dixon a fost desemnată jurat al competiției Strictly Come Dancing, înlocuind-o pe Arlene Phillips, în vârstă de șaizeci și șase de ani. Acest eveniment a cauzat o serie de controverse pe teritoriul britanic, mass-media de pe acest teritoriu acuzând BBC, gazda spectacolului, de sexism și de discriminare bazată pe vârstă, artista însăși fiind ținta atacurilor. Solista a fost nevoită să își reprogrameze trei spectacole de promovare datorită faptului că unele recitaluri se suprapuneau cu episoadele emisiunii. Dixon a răspuns acuzaților aduse la scurt timp, ea afirmând că le consideră doar „o furtună într-o ceașcă cu ceai”.

### 2010: «The Entertainer»
Dixon a început înregistrările unui nou material discografic de studio la în prima parte a anului 2010, la sesiuni luând parte compozitori precum Jim Beanz, Xenomania, Soulshock & Karlin sau Rodney Jerkins. De-a lungul anului au existat speculații conform cărora primul extras pe single al albumului urma să fie balada „Love in a Box”, însă acestea s-au dovedit false odată cu anunțarea adevăratului cântec promovat în avansul discului, „Drummer Boy”. Materialul a fost inițial intitulat Unleashed, însă ulterior a fost redenumit, noua denumire fiind aceea de The Entertainer. „Drummer Boy” a fost felicitat de critica de specialitate, BBC Music fiind de părere că „nu există posibilitatea să confunzi cântecul cu orice altceva din clasamentele de anul acesta”. La nivel comercial, compoziția experimentat succes moderat, ocupând poziția cu numărul cincisprezece în UK Singles Chart, devenind cel de-al șaselea șlagăr de top 20 al solistei în Regatul Unit.

## Alte activități
În calitate de fotomodel, Dixon este impresariată de compania Select Model Management, apărând pe coperta unor reviste precum Cosmopolitan, FHM, Arena, Company, Bliss sau More! și în numeroase editoriale despre modă. În anul 2008, artista a fost inclusă pe lista „celor mai sexy femei din lume”, publicată de revista FHM, obținând locul 44. Dixon a fost prezentă și în videoclipul cântecului „She Wants to Move”, interpretat de grupul muzical N*E*R*D. Luna martie a anului 2007 a găsit-o pe artistă implicată într-o campanie de promovare a unor produse de îmbrăcăminte, aparținând firmei Ecko Red. În anul 2008, cântăreața a fost imaginea unei campanii de promovare pentru compania Veet.
Expediția pe multele Kilimanjaro alături de Comic Relief
În anul 2009, artista s-a alăturat organizației caritabile Comic Relief în excursia realizată de aceasta pe multele Kilimanjaro. În această expediție i s-au alăturat o serie de celebrități britanice, printre care și componentele formației muzicale Girls Aloud, Cheryl Cole și Kimberly Walsh. Împreună, aceștia au strâns peste un milion și jumătate de lire sterline, folosite pentru ajutarea persoanelor ce suferă de malarie din Tanzania. Întregul grup s-a întâlnit cu primul-ministru al Regatului Unit, Gordon Brown, care și-a exprimat considerația față de aceștia pentru eforturile depuse în timpul acestei campanii.

## Viața personală
În vara anului 2005, artista s-a căsătorit cu Michael Harvey, membru al grupului So Solid Crew, după o relație de cinci ani de zile. Cei doi s-au separat după doar un an, datorită faptului că Harvey i-a fost infidel lui Dixon, înșelând-o cu interpreta britanică de muzică R&B Javine Hylton. Michael și Javine au fost surprinși de prietenul lui Hylton, compozitorul britanic Karl Gordon, care a informat-o pe Dixon de cele întâmplate. Cuplul s-a despărțit și Harvey a părăsit casa pe care o împărțea cu Alesha.
Până în prezent, Dixon nu a mai avut o relație oficială, însă de-a lungul timpului, presa din Regatul Unit a susținut faptul că interpreta se afla în diverse relații afective. Printre cei citați de presă, se numără Pharrell Williams, James Chandler sau Matt Di Angelo.

## Discografie
| Albume alături de Mis-Teeq - 2001: Lickin' On Both Sides - 2003: Eye Candy - 2004: Mis-Teeq - 2005: Greatest Hits | Albume în cariera independentă - 2008: Fired Up - 2008: The Alesha Show |

## Turnee
- 2009: Turneu alături de Enrique Iglesias (în deschidere)
- 2009: The Alesha Show